# Мазумдар, Чару
Чару Мазумдар (бенг. চারু মজুমদার, 1918—1972) — индийский революционер. Основатель, идеолог и политический руководитель Коммунистической партии Индии (марксистско-ленинской) и движения наксалитов в целом.

## Биография
По национальности бенгалец. Родился в Силигури, Дарджилинг, Западная Бенгалия в семье заминдара (землевладельца). В 1938 г. вступил в Коммунистическую партию Индии. В 1940-е годы был одним из руководителей крестьянского движения за снижение арендной платы помещикам.
В начале 1960-х годов перешел на маоистские позиции, осудил политику Н. С. Хрущёва. В 1962 г. во время индийско-китайского вооруженного конфликта был побит камнями антикитайски настроенной толпой, а затем арестован вместе с другими маоистски настроенными активистами Компартии.
В 1964 г., после отмежевания от Коммунистической партии Индии леворадикального маоистского крыла, оформившегося в Коммунистическую партию Индии (марксистскую), Мазумдар входит в состав последней.
22 апреля 1969 г., в день рожденья В. И. Ленина, была основана Коммунистическая партия Индии (марксистско-ленинская). Мазумдар был избран генеральным секретарем Центрального Оргкомитета партии. Он полагал, что авангардная революционная партия должна быть хорошо законспирированной, тайной и немногочисленной организацией. «Чтобы слиться с массами, партии не нужно самой становиться массовой и принимать в свои ряды кого попало, для этого достаточно лишь проводить линию масс», — утверждал он.
В период массовых крестьянских волнений и протестов против земельной политики властей Калькутты популярность КПИ(м-л) среди бенгальских крестьян небывало возросла. Тогда же произошло знаменитое восстание в Наксалбари, давшее название всему движению и жестоко подавленное правительственными войсками и полицией. Несмотря на то, что многие лидеры движения попали под арест, выводы из прежних ошибок были сделаны незамедлительно, и вскоре повстанческое движение наксалитов не только возобновилось на прежней территории, но и перекинулось на приграничные штаты. Наиболее обширная подконтрольная повстанцам зона образовалась в штате Андхра-Прадеш и включала в себя более 500 кв. миль т. н. «красных районов», соединенных узким коридором. Всего на территории штата Андхра-Прадеш действовало более ста партизанских отрядов, опиравшихся на поддержку местного крестьянства и племен. Партизанская война перекинулась также на штаты Карнатака, Орисса, Бихар и др.
Скрываясь от властей, Чару Мазумдар устанавливает контакты с лидерами радикального студенческого движения в Калькутте. Отношение Калькуттского студенчества к власти всегда было враждебным и в апреле 1970 года вылилось в массовые беспорядки против полуколониальной системы образования. В тот период Мазумдар организовывает переброску в город около трёхсот опытных партизанских инструкторов, благодаря чему удалось обучить студентов военному делу и создать летучие отряды для ведения боя в «джунглях большого города». На участившиеся к концу года вооружённые акции городских партизан полиция ответила полномасштабными репрессиями: теперь активисты КПИ(м-л) не арестовывались при задержании, а расстреливались на месте. В ответ партия организовала серию нападений на полицейские участки и тюремные картежи с целью освобождения товарищей. Самой известной из серии подобных акций стал побег одиннадцати наксалитских лидеров из тюрьмы в Силигури 21 февраля 1970 г. Полиция была перепугана настолько, что жён и детей всех полицейских города свезли в центральные казармы, где те жили под усиленной охраной.
Организовать вооружённую борьбу рабочих Мазумдару не удалось, хотя некоторые предприятия поддержали восставших забастовками. Зато городские низы всем сердцем поддержали вооружённую борьбу. Удалось развернуть успешную пропаганду идей КПИ(м-л) даже в уголовной среде. Однако, вскоре путём жестоких репрессий, внедрения в партийные ряды агентов и вербовки платных провокаторов и доносчиков, а также проведения массовых обысков, пыток и казней полиции удалось добиться значительного снижения активности повстанцев. К началу 1971 года движение в городе постепенно сходит на нет, при том, не переставая действовать и набирать силу в сельской местности.
16 июля 1972 года в Калькутте, после двух лет успешного ухода от полицейских преследований, Чару Мазумдар был схвачен. Данные о его местопребывании полиция вырвала под пыткой у одного из арестованных членов руководства КПИ(м-л). Через 12 дней после ареста Мазумдар скончался у себя в камере; согласно официальной версии, смерть наступила в результате сердечного приступа.